# Joodheptafluoride
Joodheptafluoride is een interhalogeenverbinding met als brutoformule IF7. De stof komt voor als een kleurloos gas met een muffe en zure geur, dat oplosbaar is in water.

## Synthese
Joodheptafluoride kan bereid worden door difluor bij 90°C door vloeibaar joodpentafluoride te leiden en vervolgens de dampen op te warmen tot 270°C:
{\displaystyle {\ce {IF5 + F2 -> IF7}}}
Deze methode heeft het nadeel dat door hydrolyse joodpentafluorideoxide (IOF5) kan gevormd worden. Daarom is een alternatieve methode de reactie van difluor met watervrij kaliumjodide:
{\displaystyle {\ce {KI + 4F2 -> IF7 + KF}}}

## Structuur en eigenschappen
Joodheptafluoride is één der weinige verbindingen die voorkomt in een pentagonaal bipiramidale moleculaire geometrie, zoals voorspeld wordt door de VSEPR-theorie. De puntgroep van de molecule is D5h, hetgeen bevestigd wordt door spectroscopische metingen. De bindingsafstand tussen jood en fluor is voor de bindingen in de vijfhoek ongeveer gelijk: 186 pm. De axiale fluoratomen staan iets dichterbij (179 pm). Echter, röntgendiffractiemetingen tonen aan dat de 5 fluoratomen in de vijfhoek niet allemaal in hetzelfde vlak liggen en dat de bindingsafstanden ook niet allen even lang zijn.
Joodheptafluoride vormt kleurloze kristallen, die smelten bij 4,5°C (het tripelpunt van de stof). De vloeistof die gevormd wordt is niet lang bestendig, want gaat reeds bij 4,77°C over in de gasfase. De kristallen sublimeren dus bij een druk van 1 atmosfeer.
Het joodatoom is hypervalent, aangezien het 14 valentie-elektronen rond zich draagt in plaats van de gebruikelijke 8 (conform de octetregel).

## Toxicologie en veiligheid
Net als andere interhalogeenverbindingen van jood bezit het sterk oxiderende eigenschappen. Daardoor is het gas schadelijk voor de huid en de slijmvliezen. Bij contact met organisch materiaal of organische verbindingen kan brand ontstaan.